# Paralimnophila fuscoabdominalis
Paralimnophila fuscoabdominalis är en tvåvingeart som först beskrevs av Alexander 1947.  Paralimnophila fuscoabdominalis ingår i släktet Paralimnophila och familjen småharkrankar. Inga underarter finns listade i Catalogue of Life.